# 宮古島市立北中学校
宮古島市立北中学校（みやこじましりつ きたちゅうがっこう）は、沖縄県宮古島市(宮古島)にある市立中学校。

## 通学区域
北小学校区域と東小学校区域を併せた区域である。

## 出身著名人
- 上里琢文（サッカー選手）